# Pseudopoda gibberosa
Espèce
Pseudopoda gibberosa est une espèce d'araignées aranéomorphes de la famille des Sparassidae.

## Distribution
Cette espèce est endémique du Yunnan en Chine,. Elle se rencontre dans le xian de Lushui.

## Description
Le mâle holotype mesure 5,90 mm et la femelle paratype 7,21 mm, les mâles mesurent de 5,90 à 5,96 mm et les femelles de 7,12 à 7,21 mm.

## Systématique et taxinomie
Cette espèce a été décrite par Zhang, Zhang et Zhang en 2013.

## Publication originale
- Zhang, Zhang & Zhang, 2013 : « Four new species of the genus Pseudopoda Jäger, 2000 (Araneae, Sparassidae) from Yunnan province, China. » Zootaxa, no 3702, p. 273-287.